# Francesca Barracciu
Francesca Barracciu (Sorgono, 11 giugno 1966) è una politica italiana.

## Biografia
Laureata in filosofia e in pedagogia, è stata docente di materie letterarie e latino presso le scuole superiori nonché consulente per le attività culturali presso enti pubblici e privati. Entra in politica negli anni ottanta militando nel PCI poi PDS, DS e PD, componente di vari organismi politici è stata segretaria regionale Sardegna PD dal luglio al dicembre 2008. Consigliere e assessore comunale del comune di Sorgono, sindaco dello stesso comune dal 2005 al 2010 (eletta col 100% in quanto unico candidato), Consigliere regionale della Sardegna dal 2004 al 2013.
Nel 2009 si candida al Parlamento europeo tra le file del PD nella circoscrizione Isole e ottiene 116 844 preferenze risultando la prima dei non eletti, e subentrando poi a Rosario Crocetta il 17 dicembre 2012, dopo le sue dimissioni per l'elezione a Presidente della Regione Siciliana.
Il 29 settembre 2013 ha vinto al primo turno le primarie del centrosinistra in vista delle elezioni regionali in Sardegna del 2014 con il 44,3%, ottenendo 22 808 voti, e sconfiggendo Gianfranco Ganau (PD, 32,6%), Andrea Murgia (indipendente ex-PD, 12,5%), Roberto Deriu (PD, 7,6%), e Simone Atzeni (PSI, 3,0%). Il 30 dicembre successivo, tuttavia, dopo alcune pressioni di esponenti del suo partito, rinuncia a partecipare alla competizione elettorale, in quanto indagata nell'inchiesta sulle "spese pazze" dei fondi ai gruppi regionali, ed è stata quindi sostituita dall'economista Francesco Pigliaru poi eletto Presidente della Sardegna.
Il 28 febbraio 2014 viene nominata Sottosegretaria di Stato al Ministero dei beni e delle attività culturali e del turismo guidato dal ministro Dario Franceschini, nel Governo Renzi, rassegnando le dimissioni da parlamentare europeo, ratificate l'11 marzo 2014; le subentra Giovanni Barbagallo.
La sua nomina ha provocato forti perplessità in quanto lo stesso Matteo Renzi, all'epoca segretario del PD appena insediato, chiese a Barracciu di rinunciare alla corsa come candidato del centrosinistra per la Presidenza della Sardegna nonostante la vittoria alle primarie, a due mesi dal voto, perché indagata per l'uso dei fondi regionali. Tuttavia Renzi e il ministro delle Riforme Maria Elena Boschi hanno difeso la nomina di Barracciu, e di altri sottosegretari indagati, ribadendo che l'avviso di garanzia non deve essere giudicato una condanna in via definitiva.
Il 5 dicembre 2014 interviene a Nuoro alle celebrazioni in onore del poeta Sebastiano Satta a cento anni dalla sua scomparsa. La Barracciu legge però un intervento in cui richiama la vita e i lavori di Salvatore Satta. Il giorno seguente, minimizza la gaffe come "una leggerezza del mio staff", sottolineando che "chi mi conosce e conosce il mio percorso di studi non mette sicuramente in dubbio che so benissimo chi sono Salvatore e Sebastiano Satta".
Nel 2015 si candida a consigliere comunale nella sua Sorgono, a sostegno del candidato sindaco Vincenzo Rodi e la sua lista Un futuro per Sorgono. La lista però subisce una pesante sconfitta; viene eletto sindaco il candidato civico di sinistra, il sindacalista Cgil Giovanni Arru, la cui lista Unita Mente ottiene il 68% (789 voti), doppiando Rodi fermo al 33% con 372 voti; tuttavia Barracciu con 88 voti è la più votata della lista sconfitta dopo il candidato sindaco entrando in consiglio comunale in minoranza.
Nel novembre 2019 lascia il PD e aderisce a Italia Viva di Matteo Renzi.

## Vicende giudiziarie
Nel settembre 2013 viene iscritta nel registro degli indagati insieme ad altri 33 esponenti politici: due mesi dopo, l'allora europarlamentare e candidata governatrice, viene sentita dal pm Marco Cocco per rispondere del mancato rendiconto di spese effettuate dal gruppo consiliare tra febbraio 2006 e gennaio 2009, per un totale di trentatremila euro di rimborsi chilometrici per il carburante.
Il 21 ottobre 2015 viene rinviata a giudizio con l'accusa di aver utilizzato, durante il mandato di consigliere regionale della Sardegna dal 2004 al 2013, fondi pubblici per scopi diversi da quelli previsti, per un ammontare di circa 81 000 euro. Contestualmente, ha annunciato le sue dimissioni da sottosegretario alla Cultura e al Turismo del governo Renzi.
Il 5 dicembre 2017 il Tribunale di Cagliari la condanna a 4 anni di reclusione per peculato aggravato nell'ambito dello scandalo sui fondi destinati ai gruppi del Consiglio regionale della Sardegna e spesi per fini non istituzionali. Il totale delle spese dichiarate si aggira intorno agli 80.000 euro. Nel maggio 2019 la Corte d'appello di Cagliari ha ridotto la pena per l'ex sottosegretaria alla Cultura del governo Renzi a 3 anni, 3 mesi e venti giorni di reclusione.